# Bach von Ménilmontant
Der Bach von Ménilmontant ist ein altes Fließgewässer von Paris, das zu seiner Großen Kloake wurde.

## Der Bach
Ursprünglich sammelte der Bach das Wasser mehrerer kleiner Wasserläufe, die von den Hügeln von Ménilmontant, Belleville, Montmartre und vom Pré-Saint-Gervais herabkamen, und floss bis zur Nordseite der heutigen Place de la République, bog dort mitten im vorzeitlichen Bett der Seine nach Westen ab, floss nördlich der heutigen Grands Boulevards, durchquerte das spätere Viertel Faubourg Saint-Honoré und mündete auf der Höhe des heutigen Pont de l’Alma, am Fuß des Hügels von Chaillot, in die Seine.
Erstmalig erwähnt wurde der Bach in einer Urkunde Dagoberts I. im Jahr 629 anlässlich der Einrichtung eines Marktes an einem pasellus Sancti-Martini, also „Steg des Heiligen Martin“.
Der Bach ist unter dem Namen Savara möglicherweise mit einem anderen verwechselt worden, der in einer Urkunde Childebert I. als Grenze der Fischereirechte der Abtei Saint-Germain-des-Prés festgelegt wurde.

## Die Censive Sainte-Opportune

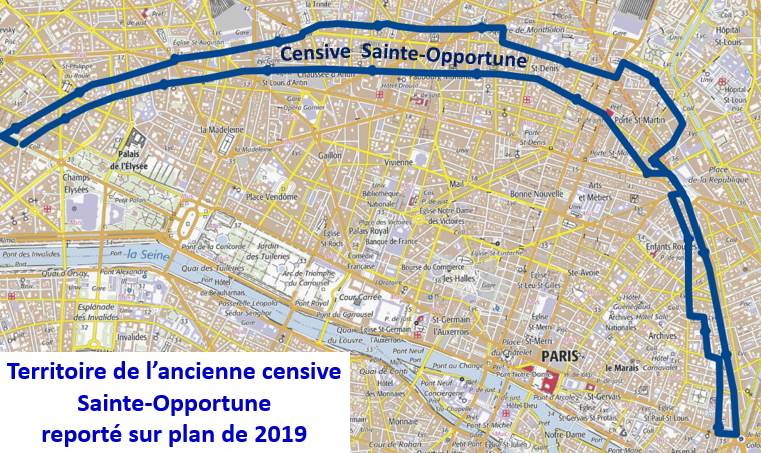
Zehntpflichtiger Grund (censive) der Kanoniker von Sainte-Opportune, übertragen auf die Stadtkarte von 2019.

Der Bach floss in einem sumpfigen und (noch bis 1910) häufig überschwemmten Bereich, der 866 von Ludwig dem Stammler zum großen Teil als Lehen den Kanonikern von Sainte-Opportune gegeben worden war. Das Gelände wurde im 12. Jahrhundert durch das Ziehen von Abflussgräben, überwiegend durch die Initiative der Kanoniker, trockengelegt. Der nördliche Abzugsgraben am Fuße des Hügels Montmartre, der die nördliche Grenze des Lehens bildete, verschwand vor dem 16. Jahrhundert. Der Abzugsgraben in der Mitte des Gebiets von der heutigen Place de la République zum heutigen Pont de l’Alma bildete seine südliche Grenze. Dieser südliche Graben wurde die Große Kloake von Paris.
Die Bodensanierung des Gebietes ermöglichte die Nutzung für Kulturen, zunächst für Weidewiesen und Getreide, dann für Gemüsegärten und Obstwiesen. Der Gürtel aus Gemüsefeldern im Norden der Stadt verschwand mit der Urbanisierung der Vororte Poissonnière, Chaussée d’Antin und Roule im 18. Jahrhundert.

## Die Große Kloake
Mit dem Bevölkerungswachstum in Paris wurde die Abwasserbeseitigung immer wichtiger.
Ab dem 16. Jahrhundert wurde der Bach von Ménilmontant kanalisiert, zum Abwasserkanal umgewandelt und als Grand Égout (Große Kloake) bezeichnet. Sein Lauf wurde modifiziert: er beschrieb nun einen großen Bogen vor der Stadt, nördlich von den heutigen Grands Boulevards.
Sein Lauf wurde 1740 durch die Anlegung eines neuen Abwasserkanals als Ersatzbau ganz in der Nähe des alten erneut leicht verändert, wobei die Stellen, an denen er Brücken passierte, beibehalten wurden. Die Eigentümer, über deren Grund der neue Abwasserkanal führte, wurden entweder mit dem Gelände entschädigt, über das der alte Kanal geführt hatte, oder mit Geld. Der alte Kanal wurde zugeschüttet. Der neue Abwasserkanal hatte eine Breite von ungefähr zwei Metern. Er war gemauert und von einer Böschung mit Dienstwegen gesäumt. Das Gelände, das der Stadt gehörte, sollte unbebaut bleiben.
Dieser neue Abwasserkanal begann dort, wo sich heute die Place de la République befindet, führte dann nach Westen durch die Rue du Château-d'Eau, dann die Rue des Petites-Écuries, die Rue Richer, die Rue de Provence, die Rue Roquépine, die Rue de Penthièvre, die Rue du Colisée und die Rue Marbeuf um schließlich zwischen dem Pont de l’Alma und dem Trocadéro, in der Nähe der Rue Gaston-de-Saint-Paul, unterhalb des Dorfes Chaillot in die Seine zu münden.
Zur Spülung des Kanals wurde zur gleichen Zeit am Rand des Waldes von Temple auf einer leichten Erhebung am heutigen Cirque d’hiver ein Reservoir mit 6000 Kubikmetern Fassungsvermögen angelegt, das mit nicht zum Trinken geeignetem Wasser von den Anhöhen von Belleville versorgt wurde.
In den 1760er Jahren erlaubte die Stadt den Anrainern, die Große Kloake zu überbauen unter der Bedingung, dass jeder Anlieger sich um die Reinigung auf der Höhe seines Anwesens kümmerte und keinen Müll hineinkippte, was wenig beachtet wurde. Die Überbauung wuchs schnell an, neue Straßen entstanden, insbesondere die Rue de Provence, die die Brücke von Arcans verschwinden ließ, die die Kloake in ost-westlicher Richtung ungefähr auf der Höhe der heutigen Rue de la Chaussée d’Antin querte.
Auf dem Stadtplan von Verniquet von 1790 erscheint der größte Teil der Kloake überbaut. Allein der Teil südlich der Avenue des Champs-Élysées war noch unter freiem Himmel. 1823 war die Kloake schließlich vollständig überbaut.

Die nun unterirdische Kloake existierte noch in der ersten Hälfte des 19. Jahrhunderts, wurde aber schlecht gewartet und verstopfte teilweise, da das Spülwasserreservoir 1779 abgebrochen worden war. Seit den Haussmann’schen Arbeiten in der Zeit des Zweiten Kaiserreichs, durch die unter anderem ein neues Abwassernetz geschaffen wurde, war die Kloake vollständig trockengelegt. Man findet ihren Ursprung in den Pariser Straßennamen allerdings noch im Namen des im 20. Arrondissement gelegenen Passage du Ruisseau-de-Ménilmontant wieder.

Die Große Kloake auf alten Karten
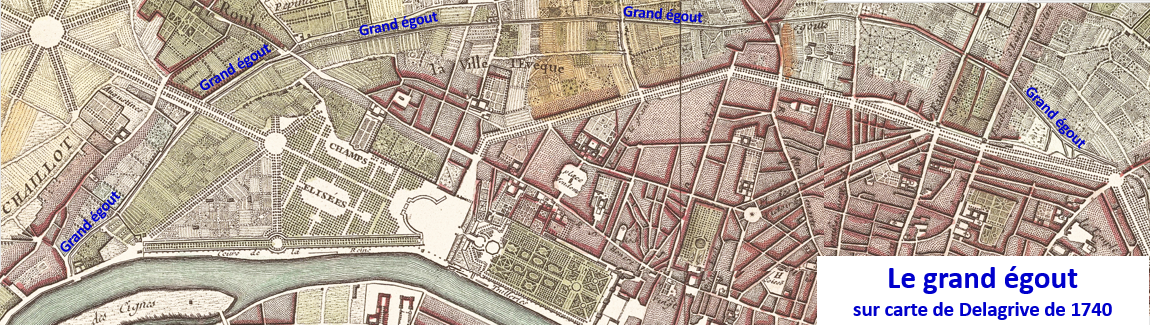
Große Kloake auf der Karte von Delagrive von 1740.
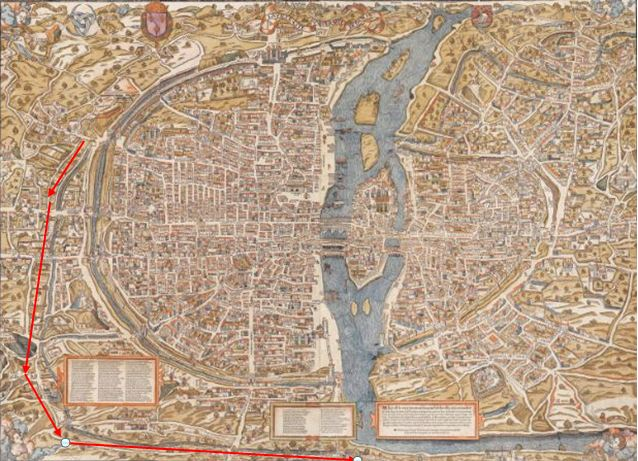
Große Kloake (rote Pfeile) auf dem Plan von Truschet und Hoyau von 1550. Die Karte ist geostet.